# Jean-Claude Rivierre
Pour l’article ayant un titre homophone, voir Jean-Claude Rivière.
Pour les articles homonymes, voir Rivierre.
Jean-Claude Rivierre (18 juin 1938 Sap-en-Auge —5 janvier 2018 Montreuil,) était un linguiste, chercheur au LACITO-CNRS, laboratoire dont il fut le directeur de 1991 à 1995. 
Jean-Claude Rivierre est connu pour ses travaux sur les langues de Nouvelle-Calédonie et les études océaniennes. Il était l'époux de Françoise Ozanne-Rivierre, également spécialiste des langues kanak.

## Travaux
Au cours de sa carrière commencée sous la direction d'André-Georges Haudricourt, Jean-Claude Rivierre a publié nombre de travaux (grammaires, dictionnaires, articles scientifiques, recueils de littérature orale), en particulier pour les langues paicî, cèmuhî, bwatoo, drubea, numèè et kwényïï.
Il s'est particulièrement intéressé aux phénomènes phonologiques conduisant à l'apparition des tons (tonogenèse) dans des langues initialement non-tonales.